# Sven Thomsen
Sven Bernth Thomsen (Copenhague, 7 de septiembre de 1884-Vittsjö, 14 de noviembre de 1968) fue un deportista danés que compitió en vela en la clase 6 Metre. Participó en los Juegos Olímpicos de Estocolmo 1912, obteniendo una medalla de plata en la clase 6 Metre.

## Palmarés internacional
| Juegos Olímpicos | Juegos Olímpicos   | Juegos Olímpicos | Juegos Olímpicos |
| Año              | Lugar              | Medalla          | Clase            |
| ---------------- | ------------------ | ---------------- | ---------------- |
| 1912             | Estocolmo (Suecia) | Medalla de plata | 6 Metre          |